# Superliga Femenina de Voleibol 2015-2016
La Superliga Femenina de Voleibol 2015-2016 si è svolta dal 10 ottobre 2015 al 30 aprile 2016: al torneo hanno partecipato undici squadre di club spagnole e la vittoria finale è andata per la terza volta consecutiva al Logroño.

## Regolamento

### Formula
Le squadre hanno disputato un girone all'italiana, con gare di andata e ritorno, per un totale di ventidue giornate; al termine della regular season:
- Le prime quattro classificate hanno acceduto ai play-off scudetto, strutturati in semifinali e finale, entrambe giocate al meglio di tre vittorie su cinque gare.
- L'ultima classificata è retrocessa in SF-2.

### Criteri di classifica
Se il risultato finale è stato di 3-0 o 3-1 sono stati assegnati 3 punti alla squadra vincente e 0 a quella sconfitta, se il risultato finale è stato di 3-2 sono stati assegnati 2 punti alla squadra vincente e 1 a quella sconfitta.
L'ordine del posizionamento in classifica è stato definito in base a:
- Punti;
- Numero di partite vinte;
- Ratio dei set vinti/persi;
- Ratio dei punti realizzati/subiti.

## Squadre partecipanti
Al campionato di SFV 2015-16 hanno partecipato undici squadre. Avevano diritto di partecipazione le dieci formazioni partecipanti alla SFV 2014-15 e le due formazioni promosse della SF-2, cioè l'Haris e il Playa Madrid, rispettivamente prima e seconda classificate al termine della fase finale.
Tra le prime, il Murcia ha rinunciato all'iscrizione.
| Club           | Stagione | Città                      | Impianto                                     | Stagione precedente                                                                      |
| -------------- | -------- | -------------------------- | -------------------------------------------- | ---------------------------------------------------------------------------------------- |
| Aguere         | dettagli | San Cristóbal de La Laguna | Pabellón de Deportes Tejera                  | 3ª in SFV; 2ª nella fase a gironi play-off scudetto (gruppo B)                           |
| Alcobendas     | dettagli | Alcobendas                 | Pabellón Luis Buñuel                         | 7ª in SFV; 3ª nella fase a gironi play-off scudetto (gruppo B)                           |
| Barcellona     | dettagli | Barcellona                 | Complex Esportiu Municipal L'Hospitalet Nord | 6ª in SFV; 4ª nella fase a gironi play-off scudetto (gruppo B)                           |
| Ciutadella     | dettagli | Ciutadella de Menorca      | Pavelló Municipal d'Esports                  | 4ª in SFV; 3ª nella fase a gironi play-off scudetto (gruppo A)                           |
| Haris          | dettagli | San Cristóbal de La Laguna | Centro Deportivo Montañas de Taco            | 2ª in SF-2 (Gruppo A); 1ª nella fase finale promozione                                   |
| Haro           | dettagli | Haro                       | Polideportivo Municipal El Ferial            | 10ª in SFV                                                                               |
| Iruña          | dettagli | Pamplona                   | Pabellón Universitario de Navarra            | 2ª in SFV; 1ª nella fase a gironi play-off scudetto (gruppo B); finale play-off scudetto |
| JAV Olímpico   | dettagli | Las Palmas de Gran Canaria | Centro Insular de Deportes                   | 8ª in SFV; 2ª nella fase a gironi play-off scudetto (gruppo A)                           |
| Logroño        | dettagli | Logroño                    | Centro Deportivo Municipal Lobete            | 1ª in SFV; 1ª nella fase a gironi play-off scudetto (gruppo A); Campione di Spagna       |
| Nuestra Señora | dettagli | Arroyo de la Luz           | Pabellón Municipal                           | 9ª in SFV                                                                                |
| Playa Madrid   | dettagli | Madrid                     | Centro Deportivo Entrevías                   | 1ª in SF-2 (Gruppo B); 2ª nella fase finale promozione                                   |

## Torneo

### Regular season

#### Risultati
| Prima giornata |                          |        |                            |
|                |                          |        |                            |
| Riposa:        | Aguere                   | Aguere | Aguere                     |
| 10-10          | JAV Olímpico - Iruña     | 0-3    | 22-25, 32-34, 19-25        |
| 10-10          | Haris - Barcellona       | 3-1    | 25-21, 25-22, 22-25, 25-23 |
| 10-10          | Haro - Playa Madrid      | 3-1    | 25-11, 25-21, 22-25, 25-21 |
| 10-10          | Ciutadella - Alcobendas  | 3-1    | 25-23, 23-25, 25-21, 25-22 |
| 10-10          | Nuestra Señora - Logroño | 0-3    | 21-25, 19-25, 16-25        |

| Seconda giornata |                           |       |                                  |
|                  |                           |       |                                  |
| Riposa:          | Iruña                     | Iruña | Iruña                            |
| 17-10            | Alcobendas - Haro         | 1-3   | 25-19, 21-25, 22-25, 20-25       |
| 17-10            | Aguere - Nuestra Señora   | 3-1   | 25-18, 22-25, 25-20, 25-15       |
| 17-10            | Barcellona - JAV Olímpico | 3-2   | 25-27, 25-21, 25-22, 22-25, 15-9 |
| 17-10            | Logroño - Ciutadella      | 3-1   | 25-22, 25-11, 21-25, 25-19       |
| 18-10            | Playa Madrid - Haris      | 1-3   | 31-29, 26-28, 18-25, 23-25       |

| Terza giornata |                           |              |                                   |
|                |                           |              |                                   |
| Riposa:        | JAV Olímpico              | JAV Olímpico | JAV Olímpico                      |
| 29-11          | Haris - Alcobendas        | 3-2          | 12-25, 25-17, 21-25, 25-21, 15-12 |
| 24-10          | Ciutadella - Aguere       | 1-3          | 14-25, 25-19, 15-25, 21-25        |
| 24-10          | Nuestra Señora - Iruña    | 2-3          | 25-23, 26-28, 25-19, 22-25, 12-15 |
| 24-10          | Haro - Logroño            | 1-3          | 22-25, 20-25, 25-16, 21-25        |
| 24-10          | Barcellona - Playa Madrid | 0-3          | 23-25, 17-25, 23-25               |

| Quarta giornata |                             |                |                                   |
|                 |                             |                |                                   |
| Riposa:         | Nuestra Señora              | Nuestra Señora | Nuestra Señora                    |
| 31-10           | Alcobendas - Barcellona     | 3-0            | 27-25, 25-22, 25-22               |
| 31-10           | Aguere - Haro               | 0-3            | 24-26, 18-25, 26-28               |
| 31-10           | Iruña - Ciutadella          | 3-0            | 25-21, 25-11, 25-11               |
| 31-10           | Logroño - Haris             | 3-0            | 25-12, 25-16, 25-20               |
| 01-11           | Playa Madrid - JAV Olímpico | 2-3            | 25-16, 22-25, 28-26, 23-25, 12-15 |

| Quinta giornata |                               |            |                            |
|                 |                               |            |                            |
| Riposa:         | Ciutadella                    | Ciutadella | Ciutadella                 |
| 07-11           | Alcobendas - Madrid           | 3-0        | 25-23, 25-15, 25-10        |
| 07-11           | JAV Olímpico - Nuestra Señora | 3-0        | 25-21, 25-17, 25-14        |
| 07-11           | Barcellona - Logroño          | 1-3        | 20-25, 25-21, 11-25, 23-25 |
| 07-11           | Haris - Aguere                | 3-0        | 26-24, 25-20, 25-22        |
| 07-11           | Haro - Iruña                  | 1-3        | 23-25, 22-25, 25-16, 23-25 |

| Sesta giornata |                             |      |                                   |
|                |                             |      |                                   |
| Riposa:        | Haro                        | Haro | Haro                              |
| 14-11          | Aguere - Barcellona         | 2-3  | 18-25, 25-20, 25-14, 29-31, 14-16 |
| 14-11          | Alcobendas - JAV Olímpico   | 0-3  | 21-25, 22-25, 23-25               |
| 14-11          | Nuestra Señora - Ciutadella | 1-3  | 22-25, 16-25, 25-15, 18-25        |
| 14-11          | Iruña - Haris               | 2-3  | 21-25, 25-22, 25-19, 23-25, 8-15  |
| 14-11          | Logroño - Madrid            | 3-0  | 25-17, 25-17, 25-6                |

| Settima giornata |                           |       |                                   |
|                  |                           |       |                                   |
| Riposa:          | Haris                     | Haris | Haris                             |
| 21-11            | JAV Olímpico - Ciutadella | 3-1   | 25-15, 25-15, 13-25, 25-20        |
| 21-11            | Barcellona - Iruña        | 2-3   | 25-20, 25-22, 24-26, 19-25, 6-15  |
| 21-11            | Alcobendas - Logroño      | 2-3   | 28-26, 28-26, 23-25, 17-25, 10-25 |
| 21-11            | Haro - Nuestra Señora     | 3-0   | 25-18, 25-18, 25-22               |
| 22-11            | Playa Madrid - Aguere     | 1-3   | 20-25, 13-25, 25-22, 21-25        |

| Ottava giornata |                        |            |                      |
|                 |                        |            |                      |
| Riposa:         | Barcellona             | Barcellona | Barcellona           |
| 28-11           | Nuestra Señora - Haris | 0-3        | 21-25, 21-25, 22-25  |
| 28-11           | Aguere - Alcobendas    | 0-3        | 21-25, 23-25, 21-25  |
| 28-11           | Ciutadella - Haro      | 0-3        | 22-25, 14-25, 23-25  |
| 28-11           | Iruña - Playa Madrid   | 3-0        | 25-17, 25-23, 25-13  |
| 28-11           | Logroño - JAV Olímpico | 3-0        | 25-22, 225-13, 25-11 |

| Nona giornata |                             |        |                            |
|               |                             |        |                            |
| Riposa:       | Madrid                      | Madrid | Madrid                     |
| 05-12         | JAV Olímpico - Haro         | 0-3    | 19-25, 14-25, 19-25        |
| 05-12         | Barcellona - Nuestra Señora | 3-1    | 24-26, 29-27, 25-17, 25-22 |
| 05-12         | Alcobendas - Iruña          | 3-1    | 22-25, 28-26, 25-23, 25-23 |
| 05-12         | Haris - Ciutadella          | 3-1    | 25-19, 16-25, 25-23, 25-21 |
| 05-12         | Logroño - Aguere            | 3-0    | 25-20, 25-17, 25-17        |

| Decima giornata |                               |            |                                   |
|                 |                               |            |                                   |
| Riposa:         | Alcobendas                    | Alcobendas | Alcobendas                        |
| 12-12           | JAV Olímpico - Aguere         | 3-0        | 25-19, 25-19, 25-11               |
| 12-12           | Haro - Haris                  | 0-3        | 21-25, 15-25, 22-25               |
| 12-12           | Ciutadella - Barcellona       | 3-2        | 23-25, 25-18, 25-23, 17-25, 15-13 |
| 12-12           | Nuestra Señora - Playa Madrid | 3-1        | 25-17, 17-25, 26-24, 25-23        |
| 12-12           | Iruña - Logroño               | 1-3        | 25-20, 21-25, 21-25, 23-25        |

| Undicesima giornata |                             |         |                                   |
|                     |                             |         |                                   |
| Riposa:             | Logroño                     | Logroño | Logroño                           |
| 19-12               | Haris - JAV Olímpico        | 3-1     | 25-19, 25-16, 21-25, 25-20        |
| 19-12               | Playa Madrid - Ciutadella   | 2-3     | 33-35, 26-24, 20-25, 25-23, 10-15 |
| 08-12               | Alcobendas - Nuestra Señora | 3-1     | 22-25, 29-27, 25-16, 25-17        |
| 19-12               | Barcellona - Haro           | 1-3     | 25-21, 18-25, 16-25, 16-25        |
| 19-12               | Aguere - Iruña              | 0-3     | 19-25, 19-25, 23-25               |

| Dodicesima giornata |                          |        |                     |
|                     |                          |        |                     |
| Riposa:             | Aguere                   | Aguere | Aguere              |
| 13-01               | Iruña - JAV Olímpico     | 3-0    | 25-23, 25-17, 25-22 |
| 14-01               | Barcellona - Haris       | 0-3    | 25-22, 25-18, 25-13 |
| 13-01               | Playa Madrid - Haro      | 0-3    | 13-25, 16-25, 24-26 |
| 13-01               | Alcobendas - Ciutadella  | 3-0    | 25-22, 25-16, 25-19 |
| 19-12               | Logroño - Nuestra Señora | 3-0    | 25-17, 25-21, 25-23 |

| Tredicesima giornata |                           |       |                            |
|                      |                           |       |                            |
| Riposa:              | Iruña                     | Iruña | Iruña                      |
| 16-01                | Haro - Alcobendas         | 3-1   | 23-25, 25-18, 25-13, 25-9  |
| 16-01                | Nuestra Señora - Aguere   | 1-3   | 25-19, 23-25, 18-25, 23-25 |
| 16-01                | JAV Olímpico - Barcellona | 3-0   | 25-20, 25-18, 25-15        |
| 16-01                | Ciutadella - Logroño      | 0-3   | 23-25, 21-25, 19-25        |
| 28-02                | Haris - Playa Madrid      | 3-0   | 25-16, 25-18, 27-25        |

| Quattordicesima giornata |                           |              |                                   |
|                          |                           |              |                                   |
| Riposa:                  | JAV Olímpico              | JAV Olímpico | JAV Olímpico                      |
| 23-01                    | Alcobendas - Haris        | 3-1          | 25-22, 27-29, 25-23, 25-20        |
| 23-01                    | Aguere - Ciutadella       | 2-3          | 18-25, 25-16, 27-25, 22-25, 11-15 |
| 23-01                    | Iruña - Nuestra Señora    | 3-0          | 25-14, 25-9, 27-25                |
| 23-01                    | Logroño - Haro            | 3-1          | 23-25, 25-20, 25-10, 25-18        |
| 24-01                    | Playa Madrid - Barcellona | 0-3          | 25-18, 25-16, 25-14               |

| Quindicesima giornata |                             |                |                                   |
|                       |                             |                |                                   |
| Riposa:               | Nuestra Señora              | Nuestra Señora | Nuestra Señora                    |
| 30-01                 | Barcellona - Alcobendas     | 2-3            | 18-25, 25-22, 29-31, 25-14, 15-17 |
| 30-01                 | Haro - Aguere               | 3-2            | 28-26, 19-25, 21-25, 25-18, 16-14 |
| 30-01                 | Ciutadella - Iruña          | 3-1            | 21-25, 26-24, 25-23, 25-19        |
| 30-01                 | Haris - Logroño             | 0-3            | 17-25, 18-25, 15-25               |
| 30-01                 | JAV Olímpico - Playa Madrid | 3-1            | 25-21, 22-25, 25-14, 28-26        |

| Sedicesima giornata |                               |            |                                   |
|                     |                               |            |                                   |
| Riposa:             | Ciutadella                    | Ciutadella | Ciutadella                        |
| 14-02               | Playa Madrid - Alcobendas     | 1-3        | 25-17, 21-25, 19-25, 19-25        |
| 13-02               | Nuestra Señora - JAV Olímpico | 3-2        | 21-25, 25-15, 25-23, 20-25, 15-13 |
| 13-02               | Logroño - Barcellona          | 3-0        | 25-19, 25-22, 25-18               |
| 13-02               | Aguere - Haris                | 2-3        | 25-21, 20-25, 28-26, 13-25, 11-15 |
| 13-02               | Iruña - Haro                  | 3-2        | 19-25, 13-25, 25-22, 25-22, 15-11 |

| Diciassettesima giornata |                             |      |                                   |
|                          |                             |      |                                   |
| Riposa:                  | Haro                        | Haro | Haro                              |
| 20-02                    | Barcellona - Aguere         | 1-3  | 18-25, 25-21, 12-25, 20-25        |
| 20-02                    | JAV Olímpico - Alcobendas   | 0-3  | 25-27, 23-25, 14-25               |
| 20-02                    | Ciutadella - Nuestra Señora | 3-0  | 25-15, 25-22, 25-16               |
| 20-02                    | Haris - Iruña               | 2-3  | 20-25, 25-22, 25-22, 23-25, 14-16 |
| 21-02                    | Playa Madrid - Logroño      | 0-3  | 19-25, 13-25, 13-25               |

| Diciottesima giornata |                           |       |                                   |
|                       |                           |       |                                   |
| Riposa:               | Haris                     | Haris | Haris                             |
| 27-02                 | Ciutadella - JAV Olímpico | 1-3   | 16-25, 25-23, 13-25, 19-25        |
| 27-02                 | Iruña - Barcellona        | 3-0   | 25-16, 25-17, 25-16               |
| 27-02                 | Logroño - Alcobendas      | 3-0   | 25-12, 25-21, 25-18               |
| 27-02                 | Nuestra Señora - Haro     | 2-3   | 25-22, 25-18, 22-25, 22-25, 12-25 |
| 27-02                 | Aguere - Madrid           | 1-3   | 14-25, 18-25, 25-18, 12-25        |

| Diciannovesima giornata |                        |            |                                   |
|                         |                        |            |                                   |
| Riposa:                 | Barcellona             | Barcellona | Barcellona                        |
| 05-03                   | Haris - Nuestra Señora | 3-1        | 25-22, 25-23, 17-25, 25-18        |
| 05-03                   | Alcobendas - Aguere    | 3-1        | 20-25, 25-15, 25-16, 25-21        |
| 05-03                   | Haro - Ciutadella      | 3-0        | 25-23, 25-20, 25-13               |
| 06-03                   | Playa Madrid - Iruña   | 3-2        | 20-25, 25-23, 19-25, 25-20, 15-12 |
| 05-03                   | JAV Olímpico - Logroño | 0-3        | 14-25, 17-25, 13-25               |

| Ventesima giornata |                             |        |                                   |
|                    |                             |        |                                   |
| Riposa:            | Madrid                      | Madrid | Madrid                            |
| 12-03              | Haro - JAV Olímpico         | 3-2    | 22-25, 25-16, 23-25, 25-19, 15-12 |
| 12-03              | Nuestra Señora - Barcellona | 3-1    | 25-20, 28-26, 24-26, 25-20        |
| 12-03              | Iruña - Alcobendas          | 0-3    | 22-25, 19-25, 21-25               |
| 12-03              | Ciutadella - Haris          | 0-3    | 18-25, 21-25, 22-25               |
| 12-03              | Aguere - Logroño            | 0-3    | 13-25, 18-25, 18-25               |

| Ventunesima giornata |                               |            |                            |
|                      |                               |            |                            |
| Riposa:              | Alcobendas                    | Alcobendas | Alcobendas                 |
| 19-03                | Aguere - JAV Olímpico         | 1-3        | 21-25, 15-25, 25-19, 28-30 |
| 19-03                | Haris - Haro                  | 3-0        | 28-26, 25-17, 25-17        |
| 19-03                | Barcellona - Ciutadella       | 1-3        | 25-21, 23-25, 20-25, 23-25 |
| 19-03                | Playa Madrid - Nuestra Señora | 3-1        | 19-25, 25-17, 26-24, 25-19 |
| 19-03                | Logroño - Iruña               | 3-0        | 25-17, 25-11, 25-20        |

| Ventiduesima giornata |                             |         |                                   |
|                       |                             |         |                                   |
| Riposa:               | Logroño                     | Logroño | Logroño                           |
| 02-04                 | JAV Olímpico - Haris        | 2-3     | 19-25, 19-25, 25-19, 25-19, 13-25 |
| 02-04                 | Ciutadella - Madrid         | 3-1     | 25-21, 25-20, 20-25, 25-19        |
| 02-04                 | Nuestra Señora - Alcobendas | 2-3     | 25-22, 16-25, 28-26, 15-25, 13-15 |
| 02-04                 | Haro - Barcellona           | 3-1     | 22-25, 25-14, 25-18, 26-24        |
| 02-04                 | Iruña - Aguere              | 3-2     | 19-25, 25-14, 22-25, 25-14, 15-6  |

#### Classifica
| Pos. | Squadra        | Pt | G  | V  | P  | SV | SP | Ratio | PF    | PS    | Ratio |
| ---- | -------------- | -- | -- | -- | -- | -- | -- | ----- | ----- | ----- | ----- |
| 1.   | Logroño        | 59 | 20 | 20 | 0  | 60 | 7  | 8,571 | 1 643 | 1 227 | 1,339 |
| 2.   | Haris          | 45 | 20 | 16 | 4  | 51 | 25 | 2,040 | 1 732 | 1 628 | 1,063 |
| 3.   | Haro           | 40 | 20 | 14 | 6  | 47 | 29 | 1,620 | 1 739 | 1 574 | 1,104 |
| 4.   | Alcobendas     | 39 | 20 | 13 | 7  | 46 | 30 | 1,533 | 1 733 | 1 664 | 1,041 |
| 5.   | Iruña          | 36 | 20 | 13 | 7  | 46 | 32 | 1,437 | 1 753 | 1 639 | 1,069 |
| 6.   | JAV Olímpico   | 30 | 20 | 9  | 11 | 36 | 39 | 0,923 | 1 614 | 1 641 | 0,983 |
| 7.   | Ciutadella     | 24 | 20 | 9  | 11 | 32 | 44 | 0,727 | 1 611 | 1 730 | 0,931 |
| 8.   | Aguere         | 20 | 20 | 5  | 15 | 28 | 50 | 0,560 | 1 628 | 1 752 | 0,929 |
| 9.   | Barcellona     | 13 | 20 | 4  | 16 | 25 | 53 | 0,471 | 1 641 | 1 810 | 0,906 |
| 10.  | Playa Madrid   | 13 | 20 | 4  | 16 | 23 | 52 | 0,442 | 1 536 | 1 760 | 0,872 |
| 11.  | Nuestra Señora | 11 | 20 | 3  | 17 | 22 | 55 | 0,400 | 1 604 | 1 809 | 0,886 |

      Qualificata ai play-off scudetto.
      Retrocessa in Superliga 2.

### Play-off scudetto

#### Tabellone
|  | Semifinali | Semifinali | Semifinali | Semifinali | Semifinali | Semifinali | Semifinali |         |   | Finale | Finale | Finale | Finale | Finale | Finale | Finale |
|  |            |            |            |            |            |            |            |         |   |        |        |        |        |        |        |        |
|  | 1          | Logroño    | 3          | 3          | 3          |            |            |         |   |        |        |        |        |        |        |        |
|  | 1          | Logroño    | 3          | 3          | 3          |            |            |         |   |        |        |        |        |        |        |        |
|  | 1          | Alcobendas | 0          | 1          | 0          |            |            |         |   |        |        |        |        |        |        |        |
|  | 1          | Alcobendas | 0          | 1          | 0          |            | 1          | Logroño | 3 | 3      | 3      |        |        |        |        |        |
|  |            |            |            |            |            |            |            | Logroño | 3 | 3      | 3      |        |        |        |        |        |
|  |            |            |            |            |            |            |            |         |   | 2      | Haris  | 0      | 2      | 1      |        |        |
|  | 2          | Haris      | 3          | 2          | 1          | 3          | 3          |         |   | 2      | Haris  | 0      | 2      | 1      |        |        |
|  | 2          | Haris      | 3          | 2          | 1          | 3          | 3          |         |   |        |        |        |        |        |        |        |
|  | 3          | Haro       | 2          | 3          | 3          | 2          | 0          |         |   |        |        |        |        |        |        |        |
|  | 3          | Haro       | 2          | 3          | 3          | 2          | 0          |         |   |        |        |        |        |        |        |        |

#### Risultati

##### Semifinali
| Gara 1 |                      |     |                                  |
|        |                      |     |                                  |
| 09-04  | Logroño - Alcobendas | 3-0 | 25-21, 25-21, 25-17              |
| 09-04  | Haris - Haro         | 3-2 | 23-25, 27-25, 28-26, 19-25, 15-9 |

| Gara 2 |                      |     |                                  |
|        |                      |     |                                  |
| 10-04  | Logroño - Alcobendas | 3-1 | 25-21, 25-16, 23-25, 25-22       |
| 10-04  | Haris - Haro         | 2-3 | 25-16, 15-25, 30-28, 4-25, 10-15 |

| Gara 3 |                      |     |                            |
|        |                      |     |                            |
| 16-04  | Alcobendas - Logroño | 0-3 | 22-25, 19-25, 19-25        |
| 16-04  | Haro - Haris         | 3-1 | 25-20, 25-23, 22-25, 25-18 |

| Gara 4 |              |     |                                  |
|        |              |     |                                  |
| 17-04  | Haro - Haris | 2-3 | 26-24, 18-25, 20-25, 25-19, 8-15 |

| Gara 5 |              |     |                     |
|        |              |     |                     |
| 20-04  | Haris - Haro | 3-0 | 25-16, 25-22, 25-23 |

##### Finale
| Gara 1 |                 |     |                     |
|        |                 |     |                     |
| 23-04  | Logroño - Haris | 3-0 | 25-14, 25-19, 25-20 |

| Gara 2 |                 |     |                                  |
|        |                 |     |                                  |
| 24-04  | Logroño - Haris | 3-2 | 23-25, 22-25, 25-21, 25-12, 15-8 |

| Gara 3 |                 |     |                            |
|        |                 |     |                            |
| 30-04  | Haris - Logroño | 1-3 | 20-25, 11-25, 25-22, 17-25 |

## Verdetti
| Squadra        | Qualificazione        |
| -------------- | --------------------- |
| Logroño        | Challenge Cup 2016-17 |
| Haris          | Challenge Cup 2016-17 |
| Nuestra Señora | Superliga 2 2016-17   |

## Statistiche
| Rendimento individuale | Rendimento individuale | Rendimento individuale | Rendimento individuale |
| Pos.                   | Nome                   | Punti                  | Squadra                |
| ---------------------- | ---------------------- | ---------------------- | ---------------------- |
| 1                      | Rocio Gómez            | 412                    | Haro                   |
| 2                      | Janine Sandell         | 408                    | Haris                  |
| 3                      | Maira Westergaard      | 388                    | Haro                   |
| 4                      | Esther Rodríguez       | 356                    | Alcobendas             |
| 5                      | Patricia Suárez        | 350                    | Haris                  |
| 6                      | Helia González         | 349                    | Logroño                |
| 7                      | Brankica Nikić         | 326                    | Iruña                  |
| 8                      | Noelia Sánchez         | 323                    | Haris                  |
| 9                      | Nerea Sánchez          | 315                    | Barcellona             |
| 10                     | Diana Sánchez          | 299                    | Iruña                  |

| Attacchi vincenti | Attacchi vincenti | Attacchi vincenti | Attacchi vincenti |
| Pos.              | Nome              | Punti             | Squadra           |
| ----------------- | ----------------- | ----------------- | ----------------- |
| 1                 | Janine Sandell    | 348               | Haris             |
| 2                 | Rocio Gómez       | 346               | Haro              |
| 3                 | Esther Rodríguez  | 311               | Alcobendas        |
| 4                 | Maira Westergaard | 308               | Haro              |
| 5                 | Patricia Suárez   | 288               | Haris             |
| 6                 | Brankica Nikić    | 283               | Iruña             |
| 7                 | Noelia Sánchez    | 270               | Haris             |
| 8                 | Nerea Sánchez     | 269               | Barcellona        |
| 9                 | Helia González    | 266               | Logroño           |
| 10                | Diana Sánchez     | 260               | Iruña             |

| Muri vincenti | Muri vincenti         | Muri vincenti | Muri vincenti  |
| Pos.          | Nome                  | Punti         | Squadra        |
| ------------- | --------------------- | ------------- | -------------- |
| 1             | Fernanda Gritzbach    | 85            | Logroño        |
| 2             | Daysa Delgado         | 82            | Haris          |
| 3             | Camila Maldonado      | 74            | Barcellona     |
| 4             | Danijela Nikić        | 68            | Iruña          |
| 5             | Rosalía Alonso-Mañero | 66            | Ciutadella     |
| 6             | Flavia Dias           | 64            | Haris          |
| 7             | Mame Diouf            | 61            | Aguere         |
| 7             | María Schlegel        | 61            | Haro           |
| 9             | Sokhna Gueye          | 59            | Aguere         |
| 10            | Jéssica Soares        | 58            | Nuestra Señora |

| Battute vincenti | Battute vincenti  | Battute vincenti | Battute vincenti |
| Pos.             | Nome              | Punti            | Squadra          |
| ---------------- | ----------------- | ---------------- | ---------------- |
| 1                | Maira Westergaard | 53               | Haro             |
| 2                | Helia González    | 50               | Logroño          |
| 3                | Saray Manzano     | 34               | JAV Olímpico     |
| 4                | Janine Sandell    | 31               | Haris            |
| 5                | Marta Fraile      | 30               | Haris            |
| 6                | Silvia Bedmar     | 26               | Iruña            |
| 7                | Alicia de Blas    | 25               | Alcobendas       |
| 7                | Sofía Elízaga     | 25               | Alcobendas       |
| 9                | Yohana Rodríguez  | 24               | Nuestra Señora   |
| 9                | Raquel Brun       | 24               | Ciutadella       |

NB: I dati sono riferiti all'intero torneo.